# 怪談 KWAIDAN
『怪談 KWAIDAN』（かいだん）は、フジテレビで放送された小泉八雲の『怪談』を原作としたスペシャルドラマ。同じく小泉八雲の怪談を原作とした『怪談 KWAIDAN II』と『怪談 KWAIDAN III 牡丹燈籠』も本項で取り扱う。

## 概要
- 『怪談 KWAIDAN』 - 1992年8月21日放送。「耳なし芳一」「むじな」「雪女」を原作とした3作品が放送された。
- 『怪談 KWAIDAN II』 - 1993年8月20日放送。「ろくろ首」「長良屋お園の怪」を原作とした2作品が放送された。
- 『怪談 KWAIDAN III 牡丹燈籠』 - 1994年9月16日放送。「牡丹燈籠」を原作とした作品が放送された[1]。

## スタッフ
共通スタッフ
- 原作：小泉八雲
- 企画：小林義和、鈴木哲夫（『I』のみ）
- プロデューサー：小泉守（『I』のみ）、小川定孝（『II』『III』のみ）
- アソシエイトプロデューサー：小泉守（『II』のみ）
- 特殊映像プロデューサー：小田原雅文（『I』のみ）
- 特撮監督：小田原雅文（『II』のみ）
- 音楽：松崎裕子（『I』『II』のみ）、岩崎琢（『III』のみ）
- 制作協力：マックレイ・ラボラトリー
- 技術協力：東通
- 美術協力：アックス（『I』『II』のみ）、日活撮影所（『III』のみ）
- 制作：フジテレビ、KANOX
- スタジオ：緑山スタジオ・シティ（『I』『II』のみ）、生田スタジオ（『II』『III』のみ）

「耳なし芳一」
- 脚本：岸田理生
- 監督：久世光彦

「むじな」
- 脚本：岸田理生
- 監督：三輪源一

「雪女」
- 脚本：岸田理生
- 監督：瀧川治水

「ろくろ首」
- 脚本：石井隆
- 監督：久世光彦

「長良屋お園の怪」
- 脚本：岸田理生
- 監督：瀧川治水

牡丹燈籠
- 原作：三遊亭円朝
- 脚本：末谷眞澄、扇澤延男
- 監督：瀧川治水

## キャスト
「耳なし芳一」
- 芳一：三上博史
- 二位の尼、お志津：中村久美
- ジョニー大倉
- 和尚：名古屋章
- 弥生みつき
- 芥正彦
- 清水宏

「むじな」
- 太兵衛：春風亭小朝
- 夜道の女：弥生みつき
- 夜道の男：梅津栄

「雪女」
- 雪女：藤谷美和子
- 巳之吉：天宮良
- 巳之吉の母：原知佐子
- 横山道代
- 今福将雄
- 村上冬樹
- 伊牟田麻矢
- 小川知子

「ろくろ首」
- 旅の僧・回竜：柳葉敏郎
- 月乃：夏川結衣
- 木樵：名古屋章
- 六平直政
- 岩崎加根子
- 半海一晃
- 大富士

「長良屋お園の怪」
- お園：清水美砂
- 長良屋宇平：内藤剛志
- お近：広田玲央名
- 三田村邦彦
- おもよ：日向明子
- お民：でんでん

「牡丹燈籠」
- 田原俊彦
- 水野真紀
- 佳那晃子
- 内藤剛志
- 田村高廣
- 平泉成
- あいはら友子
- 日向明子
- 田口トモロヲ
- 徳井優
- 上田耕一
- 柳ユーレイ

## 注
1. ↑  そのため、『怪談 KWAIDAN III 牡丹燈籠』のみ原作が小泉八雲と三遊亭円朝が並んで表記されている。